# Eric Hunter (Eishockeyspieler)
Eric Hunter (* 11. September 1986 in Winnipeg, Manitoba) ist ein ehemaliger kanadischer Eishockeyspieler, der im Verlauf seiner aktiven Karriere zwischen 2002 und 2017 unter anderem 196 Spiele für den EC VSV in der Erste Bank Eishockey Liga (EBEL) auf der Position des Centers bestritten hat. Darüber hinaus absolvierte Hunter 89 weitere Partien in der American Hockey League (AHL).

## Karriere

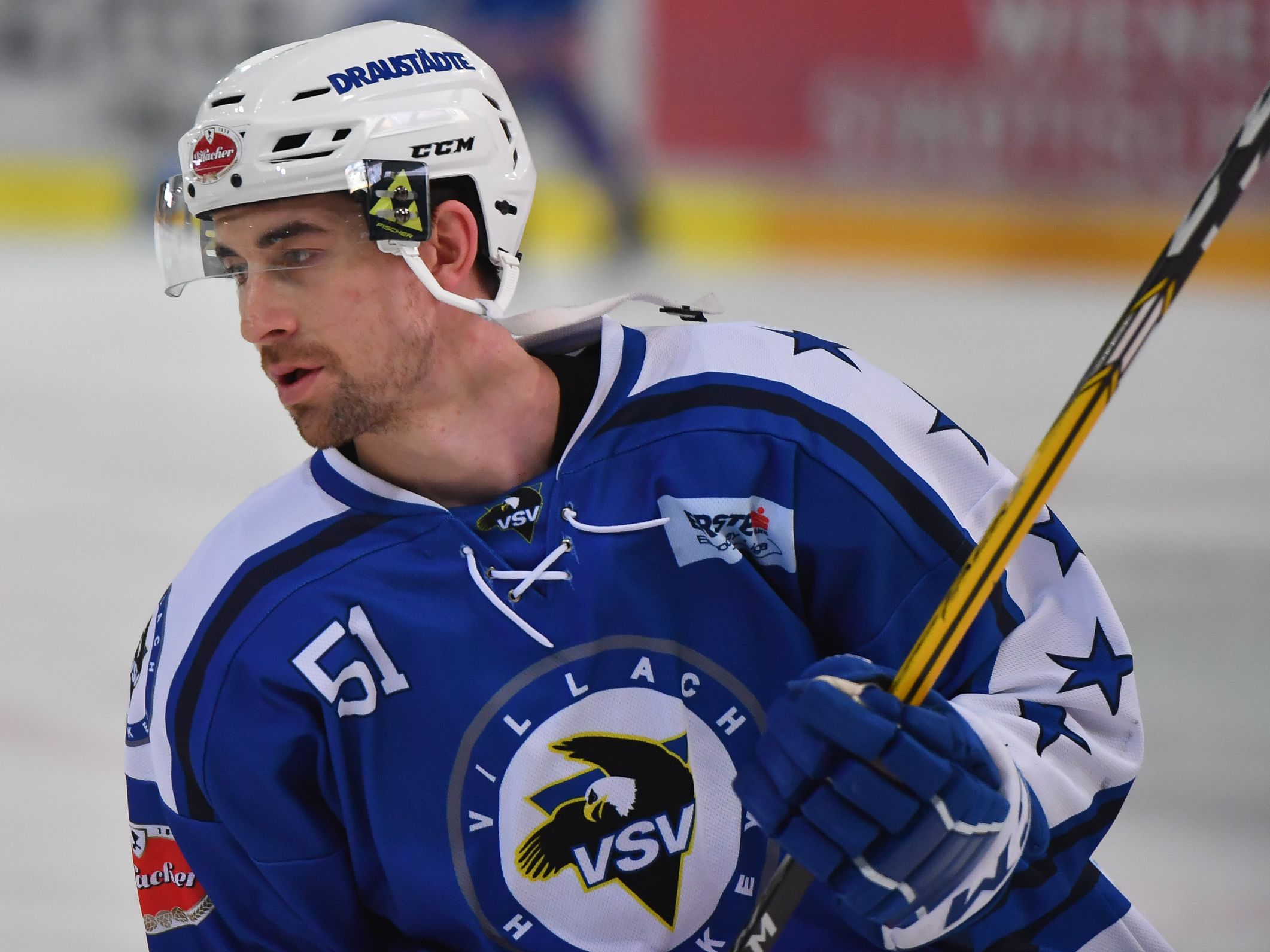
Hunter im Trikot des EC VSV (2016)

Eric Hunter begann seine Karriere als Eishockeyspieler in der kanadischen Juniorenliga Western Hockey League (WHL), in der er von 2002 bis 2007 für die Prince George Cougars aktiv war. In dieser Zeit wurde er auch zweimal von einem Franchise der National Hockey League (NHL) gedraftet; 2004 von den Chicago Blackhawks und 2006 von den New York Rangers. Der Sprung in die Liga gelang ihm jedoch nicht. In den Folgejahren spielte Hunter für die University of Alberta in der Canadian Interuniversity Sport (CIS).
Anschließend erhielt der Stürmer einen Vertrag bei den Lake Erie Monsters, dem Farmteam der Colorado Avalanche, aus der American Hockey League (AHL). In der Saison 2012/13 absolvierte Hunter elf Spiele für die Oklahoma City Barons. Nach diesem kurzen Gastauftritt ging es für ihn zu Stockton Thunder aus der ECHL, wo er eine punktreiche Saison absolvierte. Zur Spielzeit 2013/14 wechselte Hunter erstmals nach Europa, als ihn die Herning Blue Fox aus der dänischen Metal Ligaen unter Vertrag nahmen. Nach 15 Spielen wechselte der Kanadier jedoch nach zum österreichischen Klub EC VSV in die Erste Bank Eishockey Liga (EBEL), wo er die folgenden drei Spieljahre verbrachte und zuletzt als Kapitän der Mannschaft fungierte. Im März 2017 beendete der 30-Jährige seine Karriere.

## Erfolge und Auszeichnungen
- 2004 Teilnahme am CHL Top Prospects Game
- 2011 Dr. Randy Gregg Award (CIS Outstanding Student-Athlete)

## Karrierestatistik

### International
Vertrat Kanada bei:
- U18-Junioren-Weltmeisterschaft 2004

(Legende zur Spielerstatistik: Sp oder GP = absolvierte Spiele; T oder G = erzielte Tore; V oder A = erzielte Assists; Pkt oder Pts = erzielte Scorerpunkte; SM oder PIM = erhaltene Strafminuten; +/− = Plus/Minus-Bilanz; PP = erzielte Überzahltore; SH = erzielte Unterzahltore; GW = erzielte Siegtore; 1 Play-downs/Relegation; Kursiv: Statistik nicht vollständig)